# Dąbrowa koło Zaklikowa
Dąbrowa koło Zaklikowa (PLH180019) – projektowany specjalny obszar ochrony siedlisk, aktualnie obszar mający znaczenie dla Wspólnoty, położony na Wzniesieniach Urzędowskich w pobliżu wsi Dąbrowa koło Zaklikowa, o powierzchni 4,99 ha.
W obszarze ochronie podlega świetlista dąbrowa Potentillo albae-Quercetum – siedlisko przyrodnicze z załącznika I dyrektywy siedliskowej ze stanowiskiem dzwonecznika wonnego Adenophora liliifolia – gatunku z załącznika II. Dodatkowo, występują tu dwa inne chronione siedliska: grąd Tilio-Carpinetum i wapienne ściany skalne ze zbiorowiskami z rzędu Potentilletalia caulescentis.